# Mordellistena nigrosignata
Mordellistena nigrosignata là một loài bọ cánh cứng trong họ Mordellidae. Loài này được Maeklin miêu tả khoa học năm 1875.